# Медіу-Меарін (мікрорегіон)
Медіу-Меарін (порт. Microrregião do Médio Mearim) — мікрорегіон в Бразилії, входить в штат Мараньян. Складова частина мезорегіону Центр штату Мараньян. Населення становить 412 270 чоловік на 2006 рік. Займає площу 10 705,261 км². Густота населення — 38,5 чол./км².

## Склад мікрорегіону
До складу мікрорегіону включені наступні муніципалітети:
1. Арарі
2. Бакабал
3. Бернарду-ду-Меарін
4. Бон-Лугар
5. Есперантінополіс
6. Ігарапе-Гранді
7. Лагу-Верді
8. Лагу-ду-Жунку
9. Лагу-дус-Родрігіс
10. Ліма-Кампус
11. Олью-д'Агуа-дас-Куньянс
12. Педрейрас
13. Піу-XII
14. Санту-Антоніу-дус-Лопіс
15. Сатубінья
16. Сан-Луїс-Гонзага-ду-Мараньян
17. Сан-Матеус-ду-Мараньян
18. Сан-Раймунду-ду-Дока-Безерра
19. Сан-Роберту
20. Трізідела-ду-Валі

| Бразилія | Це незавершена стаття з географії Бразилії. Ви можете допомогти проєкту, виправивши або дописавши її. |